# 主动脉复苏性血管内球囊闭合术
主動脈復甦性血管內球囊閉合術（英語： 缩写：REBOA），是近年新興的醫學技術。這是一個用於創傷性出血性休克在主動脈內來藉由放置血管內球囊來控制出血的, 增加後負荷來間歇性控制血壓的療程。 REBOA被認為是一個微創型的替代手術，免於執行開胸手術與主動脈阻斷（ACC）。

## 治療手段
這個技術會在病人的主動脈直接置入一個小型球囊並且將其充氣。這個球囊會阻擋動脈並暫時停止血流，給予醫生時間來處理傷勢。這仍會維持腦內與心臟的血液循環。但是，在球囊下的身體組織的正常血流被阻斷，而這可能會導致短期或長期的問題。